# IC 4919
IC 4919 је спирална галаксија у сазвјежђу Телескоп која се налази на листи објеката дубоког неба у Индекс каталогу.
Деклинација објекта је - 55° 22' 26" а ректасцензија 20h 0m 9,1s. Привидна величина (магнитуда) објекта IC 4919 износи 14,4 а фотографска магнитуда 15,0. Налази се на удаљености од 64,3 милиона парсека од Сунца. IC 4919 је још познат и под ознакама ESO 185-43, AM 1956-553, PGC 63956.